# Гаврилюк Ганна Пилипівна
Ганна Пилипівна Гаврилюк (нар. 31 грудня 1918, місто Тульчин, тепер Вінницької області) — українська радянська діячка, лікар-педіатр Тульчинської районної лікарні Вінницької області. Депутат Верховної Ради СРСР 4-го скликання.

## Життєпис
Навчалася в Київському медичному інституті. Залишався один рік навчання, коли почалася війна. Була евакуйована до Харкова, де пройшла курс військової хірургії та були направлена на фронт. Учасниця німецько-радянської війни, служила хірургом у військових госпіталях.
Після демобілізації — лікар-педіатр, завідувач дитячого відділення Тульчинської районної лікарні Вінницької області. 
Потім — на пенсії в місті Дніпродзержинську (тепер — Кам'янському) Дніпропетровської області.

## Звання
- старший лейтенант медичної служби

## Нагороди
- орден Вітчизняної війни ІІ ст. (23.12.1985)
- ордени
- медалі